# Skåre
Skåre – miejscowość (tätort) w Szwecji, w regionie administracyjnym (län) Värmland, w gminie Karlstad.
Według danych Szwedzkiego Urzędu Statystycznego liczba ludności wyniosła: 5444 (31 grudnia 2015), 5448 (31 grudnia 2018) i 5483 (31 grudnia 2019).